# Wilfrid Kaptoum
Wilfrid Jaures Kaptoum (ur. 7 lipca 1996 r. w Duali) – kameruński piłkarz, występujący na pozycji pomocnika w greckim klubie Panserraikos. Były młodzieżowy reprezentant Kamerunu. Wychowanek hiszpańskiej FC Barcelony.

## Kariera klubowa
Urodzony w Duali, Kaptoum dołączył do młodzieżówek Barcelony w wieku 12 lat. Został wypożyczony do zaprzyjaźnionego UE Sant Andreu. W czerwcu 2014 roku został zawodnikiem Barcelony B.
Pierwszy mecz w Barcelonie B zagrał 23 sierpnia 2014 roku w starciu z Osasuną. Pierwszą bramkę strzelił 19 października w wygranym meczu 4:1 z AD Alcorcón. Dla pierwszej drużyny Barcelony zadebiutował 28 października 2015 roku w bezbramkowym remisie z CF Villanovense w Pucharze Króla.
W Lidze Mistrzów zadebiutował 9 grudnia 2015 roku w meczu z Bayerem 04 Leverkusen. Pierwszą bramkę dla Barcelony, Kaptoum strzelił 10 lutego 2016 roku w meczu Pucharu Króla przeciwko Valencii.

## Sukcesy

### Barcelona
- Puchar Króla (1x): 2015/16

### Barcelona B
- Liga Młodzieżowa UEFA (1x): 2013/14

### New England Revolution
- Supporters' Shield: 2020/21